# Tales of Zestiria
Tales of Zestiria (Japans: テイルズ オブ ゼスティリア) is een computerspel dat werd ontwikkeld en uitgegeven door Bandai Namco. Het spel is een RPG en kwam in 2015 uit voor de PlayStation 3, PlayStation 4 en Microsoft Windows. Het gaat over een continent genaamd Glenwood waarop twee koninkrijken in hevige strijd met elkaar zijn. Je bestuurt Sorey, die ervoor moet zorgen dat de vrede onder de mensheid terugkeert. Samen met zijn vrienden zal hij de strijd met minder vriendelijke facties aan moeten gaan om het tij te keren.

## Personages
- Sorey (スレイ, Surei?)
- Mikleo (ミクリオ, Mikurio?)
- Alisha (アリーシャ, Arīsha?)
- Lailah (ライラ, Raira?)
- Edna (エドナ, Edona?)
- Rosé (ロゼ, Roze?)
- Dezel (デゼル, Dezeru?)
- Zavied (ザビーダ, Zabīda?)
- Maltran (マルトラン, Marutoran?)
- Sergei (セルゲイ, Serugei?)